# Thames & Hudson
Thames & Hudson – angielskie wydawnictwo, założone w 1949 przez Waltera i Ewę Neurath. Nazwa firmy pochodzi od nazw dwóch rzek – Tamizy (ang. Thames), płynącej przez Londyn, oraz Hudson River, przepływającej przez Nowy Jork. W zamyśle założycieli nazwa miała wyrażać łączność, pomiędzy dwoma brzegami Oceanu Atlantyckiego, spinając Europę z Ameryką. Siedziba centrali firmy znajduje się w Londynie, zaś dwóch siostrzanych firm: w Nowym Jorku – Thames & Hudson USA, oraz w Paryżu - Éditions Thames & Hudson. Firmy ściśle współpracujące – podległe, znajdują się w Melbourne, Hongkongu i Singapurze. Założeniem wydawnictwa jest szczególna dbałość o zawartość merytoryczną wydawanych książek przy jednoczesnej ich wysokiej jakości pod względem cech zewnętrznych; jakości papieru, doskonałości zdjęć i ilustracji oraz jakości opraw. Specjalnością wydawnictwa są publikacje z dziedzin: sztuk pięknych i sztuki użytkowej, wzornictwa, dekoratorstwa i projektowania, fotografii, historii i archeologii, podróży i kulturoznawstwa. Obecnie nakładem wydawnictwa ukazuje się około 180 nowy tytułów każdego roku. Spora część wydawanych pozycji dotyczy historii, kultury i chronologii starożytnego Egiptu. Wśród autorów wydawanych książek znajdują się wybitne nazwiska znakomitych znawców tematyki egiptologicznej, takich jak: Aidan Dodson, czy też Joyce Tyldesley. Od 2006 roku prezesem firmy jest Thomas Neurath, syn założycieli firmy – Waltera i Ewy.